# United Technologies Corporation
Die United Technologies Corporation (UTC) war ein US-amerikanischer, weltweit vertretener Hersteller von Technologieprodukten mit Hauptsitz im Gold Building in Hartford, Connecticut. Die Aktie der United Technologies Corporation wurde unter dem Symbol UTX an der New York Stock Exchange gehandelt und war ein Bestandteil des Dow Jones Industrial Average. Im April 2020 übernahm United Technologies den Rüstungskonzern Raytheon Technologies und firmiert seither unter dessen Namen.
In den Forbes Global 2000 der weltweit größten Unternehmen belegte die United Technologies Corporation Platz 99 (Stand: Geschäftsjahr 2017). Das Unternehmen hatte Mitte 2018 einen Börsenwert von ca. 100 Mrd. USD.

## Geschichte
Standard Steel Propeller wurde 1919 gegründet. Sie ist der eine der zwei Vorgänger der Hamilton Standard. Der zweite Vorgänger, Hamilton Aero Manufacturing, wurde 1920 gegründet. Igor Sikorski gründete 1923 die Sikorsky Aero Engineering. Pratt & Whitney Aircraft wurde 1925 gegründet. Die ersten Produkte waren die Wasp und Hornet Flugzeugmotoren. Carrier installierte 1928 Klimaanlagen in den Räumlichkeiten des U.S. House of Representatives und des Senates. Boeing, Pratt & Whitney, Hamilton und Sikorsky fusionierten im Jahre 1929 zur United Aircraft and Transport Corporation. Das zentrale Forschungszentrum wurde 1929 gegründet. 1934 wurde die United Aircraft and Transport in United Aircraft Corporation, Boeing Airplane Company, und United Air Lines Transport aufgeteilt.
Hamilton Standard führte 1938 den Hydromatic Propeller auf den Markt ein. Sikorsky testete 1939 mit dem VS-300 seinen ersten Helikopter. Im Zweiten Weltkrieg wurden über eine 3-Jahres-Periode folgende Produkte hergestellt: Sikorsky produziert über 150 Hubschrauber, Pratt & Whitney liefert über 300.000 Flugzeugmotoren und Hamilton Standard liefert 500.000 Propeller.
1948 produzierte Pratt & Whitney den ersten amerikanischen Düsenantrieb. Hamilton Standard begann mit der Entwicklung von Tankanzeigen für Flugzeuge. Sikorsky testete ab 1957 den ersten turbinenbetriebenen Hubschrauber. Die Boeing 707 mit Pratt & Whitney JT3 Triebwerken wurde 1958 zum ersten amerikanischen, mit Turbinen betriebenen Jet im kommerziellen Einsatz. Die United Aircraft begann 1958 mit der Entwicklung von Raketenantrieben.
Hamilton Standard entwickelte 1966 die erste elektronische Kabinendruckregelung. United Aircraft stellt den ersten gasturbinenbetriebenen TurboTrain-Triebzug fertig. Die Astronauten der Apollo 11 landen auf dem Mond mit Hamilton Standard Raumanzügen und Pratt & Whitney Brennstoffzellen; ein Sikorsky Hubschrauber sammelt die Astronauten nach der Landung auf. Der Jumbo Jet Boeing 747 wurde mit Pratt & Whitney JT9D Turbinen eingeführt. Das Research Center baute 1971 den ersten Hochgeschwindigkeitswindkanal der Welt. Die United Aircraft Corporation änderte 1975 ihren Namen in United Technologies Corporation (UTC). Otis führte 1979 die erste auf Mikroprozessor basierende Aufzugsteuerung ein. UTC verkauft 1987 die Elliott Company.
UTC übernahm 2011 die Goodrich Corporation, einen Konkurrenten von Honeywell, für 18,4 Milliarden USD. UTC Power wurde 2013 für 230 Millionen US-Dollar an ClearEdge Power verkauft.
Am 9. Juni 2019 gaben Raytheon und UTC Pläne für einen Zusammenschluss bekannt, die Fusion durch Aktientausch wurde am 3. April 2020 abgeschlossen, UTC übernahm Raytheon und benannte sich dann selbst in Raytheon um.
Als Auflage der Wettbewerbshüter musste sich UTC im Vorfeld der Fusion von Carrier und Otis trennen, im April 2020 wurde Carrier nach 41 Jahren von UTC abgespalten und wird seitdem an der New York Stock Exchange gehandelt, die Otis Elevator Company wurde unter dem Namen Otis Worldwide an die Börse gebracht.

## Geschäftsführer der UTC
| Harry Gray         | 1974–1986                  |
| Robert Daniell     | 1986 – April 1994          |
| George David       | April 1994 – April 2008    |
| Louis R. Chênevert | April 2008                 |
| Gregory J. Hayes   | November 2014 – April 2020 |

## Struktur
- Collins Aerospace
entwickelt und produziert Komponenten für Luft- und Raumfahrt
- Pratt & Whitney
Hersteller von Flugzeugturbinen, Gasturbinen und Raketenantrieben
- UTC Climate, Controls & Security
Hersteller von Klimaanlagen, Brandschutz- und Sicherheitstechnik
- United Technologies Research Center
zentrale Forschungs- und Entwicklungseinheit für alle UTC-Unternehmensbereiche

## Ehemalige Geschäftsbereiche
- UTC Automotive
Autozulieferer,[11] verkauft an die Lear Corporation
- UTC Power und UTC Fuel Cells
Hersteller von Stromgeneratoren und Brennstoffzellen für den Einsatz in Raumfahrt, Transportsystemen und Gebäuden.
- Pratt & Whitney Rocketdyne
Hersteller von Raketentriebwerken, verkauft an GenCorp
- Sikorsky
Hersteller von zivilen, industriellen und militärisch genutzten Hubschraubern, verkauft an Lockheed Martin
- Otis Elevator Company
Hersteller von Aufzugsanlagen, Fahrtreppen und Laufbändern, Abspaltung[12]
- Carrier
Weltmarktführer in Produktion und Verkauf von Heizungs-, Ventilations-, Kühlungs- und Klimaanlagen, Abspaltung[12]